# Anell (matemàtiques)
En matemàtiques, un anell és una estructura algebraica formada per un conjunt A d'elements on hi ha definides dues operacions binàries, que anomenarem suma (+) i producte (·) (tot i que no són necessàriament la suma i el producte de nombres reals habituals) i que compleixen les següents propietats:
- (A,+) és un grup commutatiu, és a dir:
  - a+(b+c) = (a+b)+c per a tots els elements de A (associativitat).
  - Existeix un element, 0, tal que 0+a = a+0 = a per a tot a de A (element neutre).
  - Tot element a de A té un invers, −a, de manera que a+(−a) = (−a)+a = 0 (element invers).
  - a+b = b+a per a tots els elements de A (commutativitat).
- (A,·) verifica que
  - a·(b·c) = (a·b)·c per a tots els elements de A (associativitat).
  - a·(b+c) = a·b+a·c i (a+b)·c = a·c+b·c per a tots els elements de A (propietat distributiva respecte a la suma).

Alguns autors com Bourbaki, només consideren els anells unitaris, és a dir, aquells on l'operació producte admet un element neutre denotat 1 o explícitament 1A que compleix:
- 1⋅a = a⋅1 = a per a tot a ∈ A.

Aquests autors acostumen a anomenar pseudo-anells als conjunts que no compleixen aquesta darrera condició.
Fixem-nos que, en canvi, la commutativitat del producte (a·b = b·a) no és una condició dels anells. Els anells que sí que la compleixen s'anomenen anells commutatius.
Fixem-nos també que l'element invers està definit per a la suma, però no per al producte. El conjunt d'elements invertibles d'un anell s'anomena el seu grup d'unitats, perquè té l'estructura de grup amb el producte. Quan l'element nul (zero) és l'únic element no invertible d'un anell, aquest s'anomena cos.

## Definició
Un anell és un conjunt R equipat amb dues operacions binàries  + (addició) i ⋅ (multiplicació) satisfent els següents tres conjunts d'axiomes, anomenats els axiomes d'anells:
1. R és un grup abelià respecte de la suma, en el sentit que:
  - (a + b) + c = a + (b + c) per tot a, b, c en R (és a dir, + és associativa).
  - a + b = b + a per tot a, b en R (és a dir, + és commutativa).
  - Hi ha un element 0 en R tal que a + 0 = a per tot a en R (és a dir, 0 és la identitat additiva).
  - Per cada a en R existeix −a en R tal que a + (−a) = 0 (és a dir, −a és l'oposat de a).
2. R és un monoide sota la multiplicació, és a dir:
  - (a · b) · c = a · (b · c) per tot a, b, c en R (és a dir, ⋅ és associatiu).
  - Hi ha un element 1 en R tal que a · 1 = a i 1 · a = a per tot a en R (és a dir, 1 és la element neutre de la multiplicació).[b]
3. La multiplicació és distributiva respecte de la suma, és a dir:
  - a · (b + c) = (a · b) + (a · c) per tot a, b, c en R (propietat distributiva per l'esquerra).
  - (b + c) · a = (b · a) + (c · a) per tot a, b, c en R (propietat distributiva per la dreta).

Pel que fa a la notació, el símbol multiplicació · sovint s'omet, i aleshores a · b s'escriu ab.

### Variacions de la definició
En la terminologia d'aquest article, es defineix l'anell assumint l'existència de la identitat multiplicativa, mentre que l'estructura amb la mateixa definició axiomàtica però sense el requeriment de l'element neutre multiplicatiu rep el nom de "rng" (com "ring" -anell en anglès- però sense la "i"). Per exemple, el conjunt de nombres parells amb la + i la · habitual és un rng, però no un anell. Com s'explica en la secció d'Història més avall, molts autors apliquen el terme "anell" sense assumir l'existència de la identitat multiplicativa.
Tot i que la suma en un anell és commutativa, la multiplicació en un anell no ho ha de ser necessàriament: no cal que ab sigui igual a ba. Els anells que també satisfan la commutativitat en la multiplicació (com és el cas de l'anell dels enters) reben el nom de anells commutatiuss. Alguns llibre en àlgebra commutativa o geometria algebraica sovint adopten el conveni d'anomenar anell als anells commutatius, per simplificar la terminologia.
En un anell, els inversos multiplicatius no existeixen necessàriament. Un anell commutatiu notrivial en què cada element no zero té un invers multiplicatiu rep el nom de cos.
El grup additiu d'un anell és el conjunt subjacent equipat amb només l'operació de la suma. Tot i que en la definició cal que el grup additiu sigui abelià, això pot ser inferit dels altres axiomes dels anells. La demostració utilitza l'"1", i no aplica a un rng. (Per a un rng, l'omissió de l'axioma de la commutativitat en la suma fa que sigui inferible a partir de la resta d'axiomes dels rng's només per a elements que són productes: ab + cd = cd + ab.)
Hi ha alguns autors que utilitzen el terme "anell" per referir-se a estructures en què no hi ha el requeriment que la multiplicació sigui associativa. Per aquests autors, tota àlgebra és un "anell".

## Història

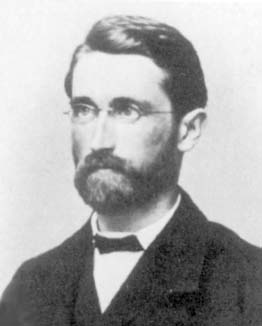
Richard Dedekind, un dels fundadors de la teoria d'anells.

### Dedekind
L'estudi dels anells es va originar en la teoria d'anells de polinomis i en la teoria d'enters algebraics. L'any 1871, Richard Dedekind va definir el concepte d'anell d'enters d'un cos de nombres. En aquest context, va introduir els termes "ideal" (inspirat per la noció d'Ernst Kummer de nombre ideal) i "mòdul" i va estudiar-ne les propietats. Dedekind no va utilitzar el terme "anell" ni tampoc va definir el concepte d'anell en un context més general.

### Hilbert
David Hilbert va encunyar el terme "Zahlring" (anell de nombres) l'any 1892 i ho va publicar el 1897. En l'alemany del segle XIX, la paraula "anell" podia significar "associació", com de fet encara s'utilitza en idiomes com l'anglès en un sentit més limitat, així que si aquesta n'és l'etimologia llavors seria molt similar a com el concepte "grup" va entrar en les matemàtiques en ser una paraula no tècnica que significava "col·lecció de coses relacionades". Segons Harvey Cohn, Hilbert va utilitzar el terme per a un anell amb la propietat de "girar enrere directament" cap a un element d'ell mateix (en el sentit d'una relació d'equivalència). Específicament, en un anell d'enters algebraics, totes les potències superiors d'un enter algebraic poden ser escrites com una combinació integral d'un conjunt fixat de potències inferiors i, per tant, les potències "tomben enrere". Per exemple, si a3 − 4a + 1 = 0 llavors:
{\displaystyle {\begin{aligned}a^{3}&=4a-1,\\a^{4}&=4a^{2}-a,\\a^{5}&=-a^{2}+16a-4,\\a^{6}&=16a^{2}-8a+1,\\a^{7}&=-8a^{2}+65a-16,\\\vdots \ &\qquad \vdots \end{aligned}}}
i així successivament; en general, an serà una combinació lineal integral de 1, a, i a2.

### Fraenkel i Noether
Va ser Abraham Fraenkel qui va donar l'any 1915 una definició axiomàtica als anells per primer cop, però els seus axiomes eren més estrictes que en la definició moderna. Per exemple, ell requria que tot no divisor de zero tingués un invers multiplicatiu. L'any 1921, Emmy Noether va donar la definició aximàtica moderna dels anells commutatius (amb i sense 1) i va desenvolupar els fonaments de la teoria d'anells commutatius en el seu article titulat Idealtheorie in Ringbereichen.

### Identitat multiplicativa i el terme "anell"
Els axiomes de Fraenkel per als "anells" incloïen l'existència d'identitat multiplicativa, mentre que no ho feien els de Noether.
La majoria dels llibres d'àlgebra de fins a cap als anys 1960 seguien el conveni de Noether de no requerir l'existència d'un 1 per als "anells". A partir dels anys 60, es va convertir en cada vegada més habitual veure en llibres l'existència de la identitat en la definició d'un "anell", especialment en llibres avançats d'autors notables com ara Artin, Bourbaki, Eisenbud, i Lang. També s'han publicat llibres, alguns tan recents com de 2022, que utilitzen el terme "anell" sense el requeriment de la identitat multiplicativa. De la mateixa manera, l'Enciclopèdia de Matemàtiques (Encyclopedia of Mathematics) no requereix l'element unitat en els anells. En un article de recerca, els autors solen especificar quina definició d'anell utilitzen en el principi de l'article.
Gardner i Wiegandt afirmen que, quan es treballa amb diversos objectes en la categoria d'anells (a diferència de quan es treballa només amb un anell fixe), si cal que els anells tinguin un 1, llavors algunes de les conseqüències inclouen la no existència de sumes directes infinites d'anells, i que els sumands d'anells directes propis no siguin subanells. Conclouen que "en moltes, potser en la majoria, de les branques de la teoria d'anells el requeriment de l'existència de l'element unitat no és sensible i que és per tant inacceptable." Poonen fa l'argument contrari afirmant que la noció natural per als anells és el producte directe i no pas la suma directa. Tanmateix, el seu principal argument és que els anells que no tenen identitat multiplicativa no són totalment associatius, en el sentit que no contenen el producte de cap seqüència infinita d'elements de l'anell, inclosa la seqüència buida.
Els autors que segueixen un conveni o l'altre pel que fa a l'ús del terme "anell" poden utilitzar un dels següents termes per referir-se als objectes que satisfan l'altre conveni:
- per incloure el requeriment de la identitat multiplicativa: "anell unital", "anell unitari", "anell unitat", "anell amb unitat", "anell amb identitat", "anell amb una unitat", o "anell amb 1".
- per ometre el requeriment de la identitat multiplicativa: "rng" o "pseudo-anell", tot i que aquest últim pot resultar confús perquè també té altres significats.

## Morfismes d'anells
Per completar la definició de la categoria, un homomorfisme d'anells és una aplicació f entre dos anells A i B que compleix:
- f(a+b) = f(a) + f(b),
- f(a⋅b) = f(a)⋅f(b),

i si hem considerat els anells com unitaris:
- f(1A) = 1B.

Tot homomorfisme d'anells bijectiu és un isomorfisme i l'existència d'un homomorfisme entre dos anells fa que aquests es siguin isomorfs.

## Exemples
- El conjunt dels nombres enters és un anell commutatiu, així com els nombres racionals, els reals i els complexos; aquests tres últims són, a més a més, cossos.

- El conjunt {\displaystyle {\mathcal {M}}_{n}(A)} de matrius quadrades n×n amb elements d'un anell A té estructura d'anell.[2]

## Tipus d'anells
La teoria d'anells és una branca molt rica de l'àlgebra abstracta i que ha donat lloc a moltes denominacions per a diferents tipus d'anells. Entre els més comuns tenim:
- Anell noetherià
- Anell artinià
- Anell de Dedekind
- Anell local

En l'estudi de divisibilitat per ideals, s'utilitzen sovint els següents, que estan ordenats de manera que si l'anell és commutatiu cadascun d'ells també té les propietats dels anteriors:
- Anell íntegre
- Anell factorial
- Anell principal
- Anell euclidià